# Raión de Siamzha
El raión de Siamzha (ruso: Ся́мженский райо́н) es un distrito administrativo (raión) ruso perteneciente a la óblast de Vólogda. Se ubica en el centro de la óblast. Su capital es Siamzha.
En 2023, el raión tenía una población de 8049 habitantes. Su territorio es completamente rural, y comprende un conjunto de áreas muy poco pobladas ubicadas entre 70 y 150 km al noreste de la capital regional Vólogda.

## Subdivisiones
Comprende 157 localidades rurales. Tan solo tres de ellas superan los quinientos habitantes, y la mitad de la población del raión vive en la capital distrital. Debido a esta estructura de la población, desde 2022 el autogobierno local del raión toma la forma jurídica de ókrug municipal, de forma que un solo ayuntamiento con sede en Siamzha ejerce su jurisdicción sobre todo el raión.
Antes de 2022, el raión se dividía en cuatro asentamientos rurales: "Dvinitskoye" (con sede en Samsónovskaya), Noguinskaya, Rámenye y la capital distrital Siamzha.